# Austrodecus aconae
Austrodecus (Tubidecus) aconae – gatunek kikutnic z rodziny Austrodecidae.
Gatunek ten opisany został w 1971 roku przez Joela Hedgpetha i Johna McCaina jako Pantopipetta aconae. Epitet gatunkowy nadano na cześć łodzi badawczej z pomocą której odłowiono materiał typowy. 
Kikutnica ta cechuje się siedmioczłonowymi nogogłaszczkami, których propodus jest ponad czterokrotnie dłuższy od stopy. Pierwsze biodra odnóży krocznych par od pierwszej do czwartej opatrzone są parą ostróg grzbietowych. Wyrostki boczne odnóży z małą ostrogą. Odwłok sięga końca drugich bioder czwartej pary odnóży.
Okazy tej kikutnicy znajdowano na północno-wschodnim Pacyfiku, na głębokości od 1400 do 2000 metrów.